# The sessions II
The sessions II is een livealbum van Tangerine Dream Voor wat betreft de titel is het de opvolger van The sessions I. Opnamen vonden plaats tijden het E-Livefestival 2017 in De Enk in Oirschot ter promotie van het album Quantum gate. De E-Liveconcerten worden georganiseerd door Groove Unlimited. Het album bevat twee setlists van de avonden waarop Tangerine Dream optrad, 21 en 22 oktober 2017. De band laste zoals gebruikelijk allerlei delen van hun werk aan elkaar. Ze greep daarbij terug op nieuw en oud werk en nieuwe en oude stijl. Op compact disc-2 zijn bijvoorbeeld mellotronkoren te horen, die TD veelvuldig liet horen in de jaren zeventig. Ook dit album werd opgedragen aan Edgar Froese.    

## Musici
- Thorsten Quaeschning, Ulrich Schnauss – synthesizers, elektronica
- Hoshiko Yamane – elektrische viool

## Muziek
| Nr. | Titel      | Duur  |
| --- | ---------- | ----- |
| 1.  | Tulip rush | 49:42 |

| Nr. | Titel                 | Duur  |
| --- | --------------------- | ----- |
| 1.  | The floating dutchman | 44:32 |